# United States Playing Card Company
La United States Playing Card Company è un'azienda statunitense che produce carte da gioco, proprietaria di alcuni dei brand più famosi del settore.

## Storia
La compagnia venne fondata nel 1867 come semplice tipografia, solo negli anni '80 del XIX secolo si è specializzata nella creazione di carte da gioco. Nel 1885 ha lanciato il marchio Bicycle, uno dei marchi più utilizzati di carte da gioco sia dai casinò che soprattutto dai prestigiatori.
Nel corso degli anni la compagnia ha acquistato molteplici aziende rivali, tra cui la Naipes Heraclio Fournier nel 1986. L'ultima acquisizione è avvenuta nel 2004 e ha permesso di aggiungere il pregiato marchio KEM al portafoglio del gruppo.
L'azienda stessa è passata di mano più volte. Acquistata dalla Diamond International nel 1969, Jessup & Lamont nel 1982, Frontenac nel 1989, ed è tornata indipendente nel 1994. Poi è stata nuovamente acquistata da Jarden, che ha poi cambiato nome in Newell Brands.
Nel giugno 2019, Newell Brands ha accettato di vendere USPCC al produttore di carte belga Cartamundi, compresi i suoi due stabilimenti in Erlanger (Kentucky) e Vitoria (Spagna).

## Marchi
L'azienda produce e distribuisce i marchi
- Aristocrat: prodotte a partire dal 1915 dalla Russell Playing Card Company di New York, comprata dalla USPCC nel 1929. Produce carte di qualità elevate, che si caratterizzato per il loro design ricco e complesso.
- Aviator: introdotte nel 1927 in commemorazione del volo transatlantico di Charles Lindbergh sulla Spirit of St. Louis, le carte Aviator sono carte di qualità medio bassa, caratterizzate da un prezzo al pubblico basso e accessibile. Esteticamente si presentano con dimensioni standard e un design semplice sulla parte frontale, il retro è composto da motivi circolari ripetuti blu o rossi bordati di bianco. Fino agli anni '80 le carte Aviator non avevano loghi su assi o jolly e di conseguenza venivano spesso utilizzate per "riempire" i mazzi a cui mancavano carte. o scatole vuote.
- Bee: le carte Bee furono introdotte dalla New York Consolidated Card Company nel 1892 e comprate dalla USPCC due anni dopo. Le carte sono di qualità medio alta, realizzate principalmente per i casinò, dove sono molte diffuse. Esteticamente hanno figure elaborate su assi e jolly e il retro è composto da piccole figure romboidali ripetute, senza bordo. La qualità dei materiali è alta e messe una sopra l'altra realizzano l'effetto del cuscinetto d'aria apprezzato dai croupier per la distribuzione veloce e spettacolare delle carte. Per lo stesso motivo sono apprezzate anche dai prestigiatori, ma generalmente solo per l'allenamento, a causa dell'estetica di basso profilo del retro.
- Bicycle: il marchio principale del gruppo, caratterizzato da una produzione eterogenea per caratteristiche e livello qualitativo. Si va da carte economiche come le Second Standard a mazzi di altissimo livello come le Bicycle Arcana o le Bicycle Constellation. Sono particolarmente apprezzate dai prestigiatori per la cartomagia per il loro effetto di cuscinetto d'aria, il rumore che producono quando vengono sfregate e l'estetica del dorso particolarmente bella e appariscente, che crea piacevoli effetti visivi durante le fioriture e i giochi di prestigio.
- Congress: dei quattro marchi originali dell'azienda nel 1881 le Congress erano le più costose. Tuttora sono carte di alta qualità grazie all'uso di materiali pregiati e ad un disegno del dorso che raffigura immagini floreali o simili. Per via del design delicato e delle immagini graziose sul retro venivano usate principalmente dalle signore dell'alta società per le loro partite a bridge, proprio per questo i mazzi vengono generalmente venduti in coppie e in ogni mazzo ci sono delle carte riassuntive dei punteggi del gioco.
- KEM: introdotte nel 1935 sono carte di qualità medio alta. Realizzate in acetato di cellulosa e non in carta plastificata, risultando impermeabili all'acqua. Entrarono a far parte della USPCC nel 2004. Sono presenti sul mercato sia per il bridge che per il poker, con diverse varietà di design elaborati sul fronte e sul retro. Nel 2007 sono state adottate come carte ufficiali delle World Series of Poker in sostituzione delle Copag.
- Fournier: produce tarocchi e carte da gioco spagnole oltre a carte da poker.
- Hoyle: prodotte in origine dalla Brown & Bigelow Company nel 1927 e comprate dalla USPCC nel 2001, sono carte di medio livello riconoscibili per il loro particolare jolly.
- Maverick: erano le carte economiche di bassa qualità della Hoyle, entrate a far parte della USPCC insieme alla casa madre nel 2001.
- Streamline: prodotte originariamente dalla Arrco Playing Card Company, acquistata nel 1987. Le carte Streamline sono carte di bassa qualità e prezzo contenuto.
- Tally-Ho: prodotte in origine da Andrew Dougherty a partire dal 1885 e acquistate nel 1907. Sono carte di qualità medio alta, esistono in versione con dorso fan back e circle back in rosso e blu. A causa della bellezza dei dorsi e del modo in cui scorrono una sull'altra sono particolarmente apprezzate per la cartomagia.

In passato l'azienda ha prodotto anche altri marchi (occasionalmente rispolverati) tra cui Army & Navy, Tigers, Steamboat.
Oltre alle carte da gioco regolari l'azienda stampa anche set di carte speciali e produce anche fiches per le case da gioco e per uso domestico.

## Galleria d'immagini

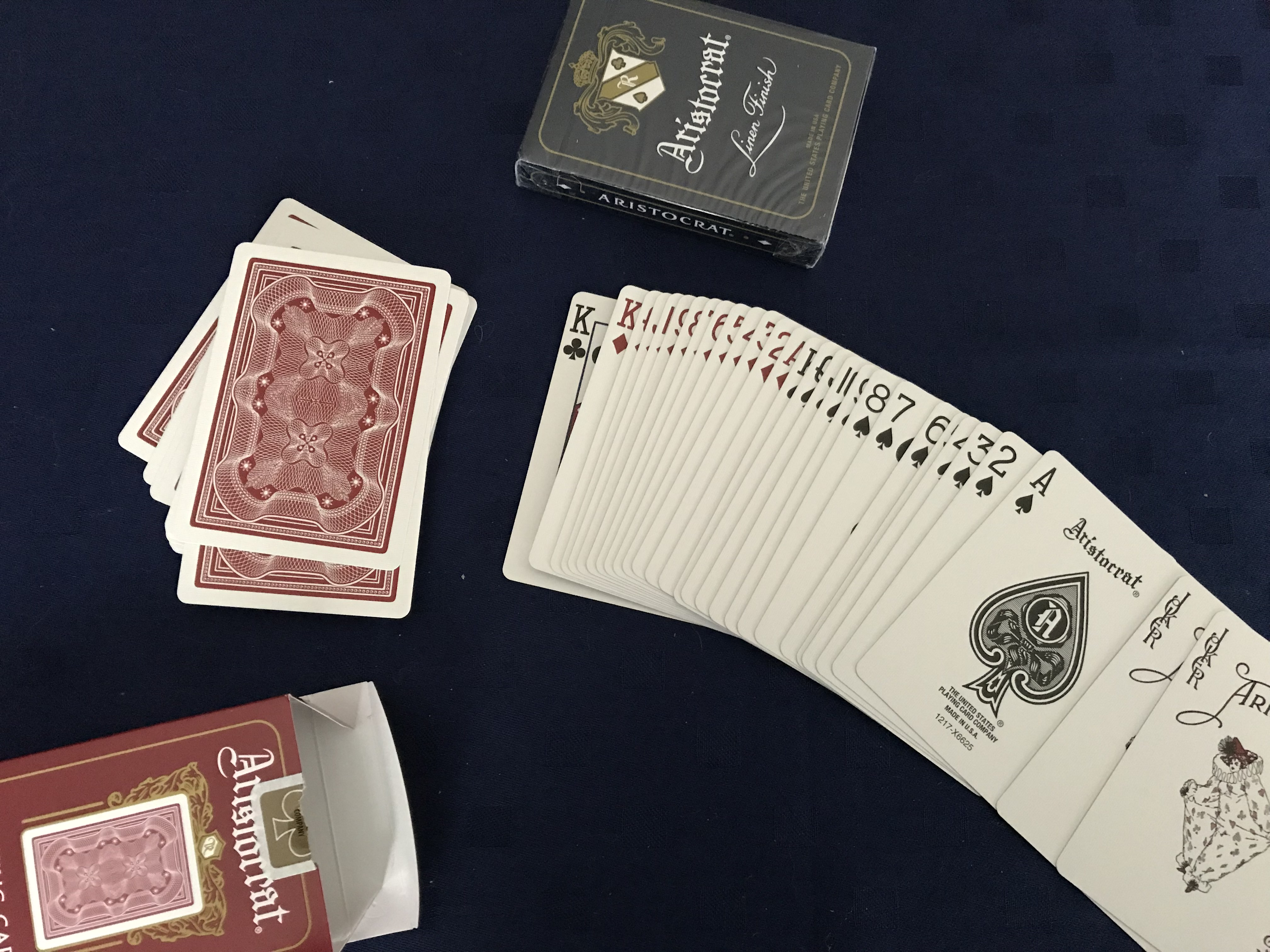
Aristocrat
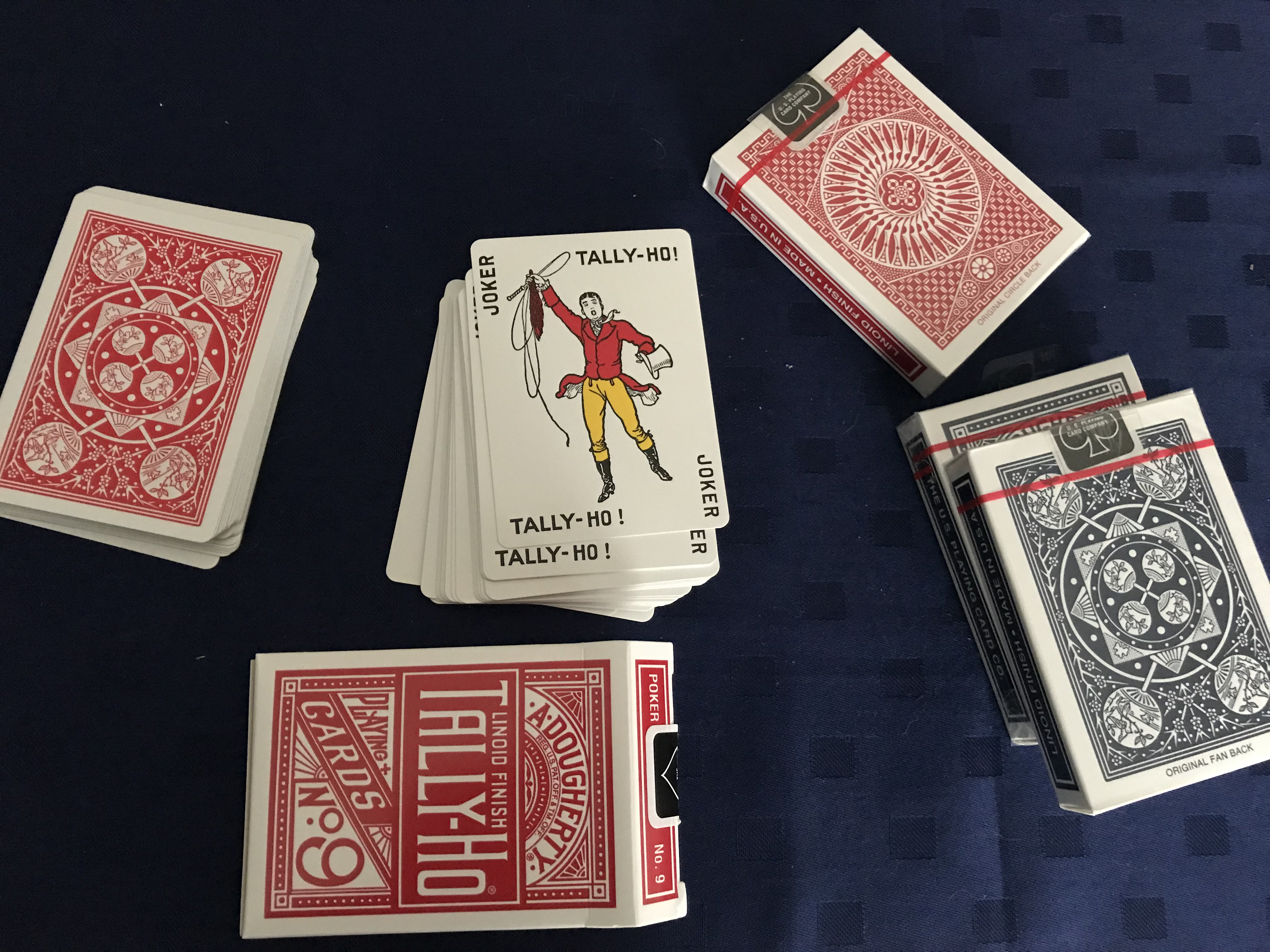
Tally Ho Circle back e Fan back
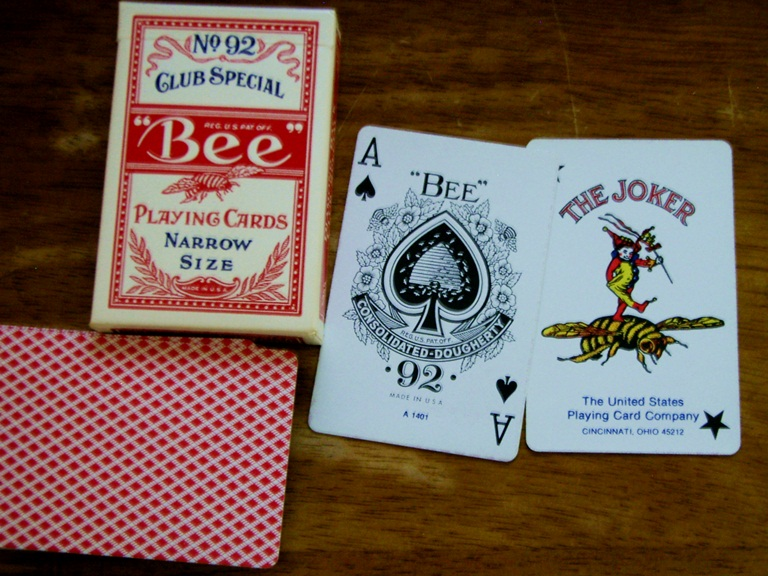
Bee
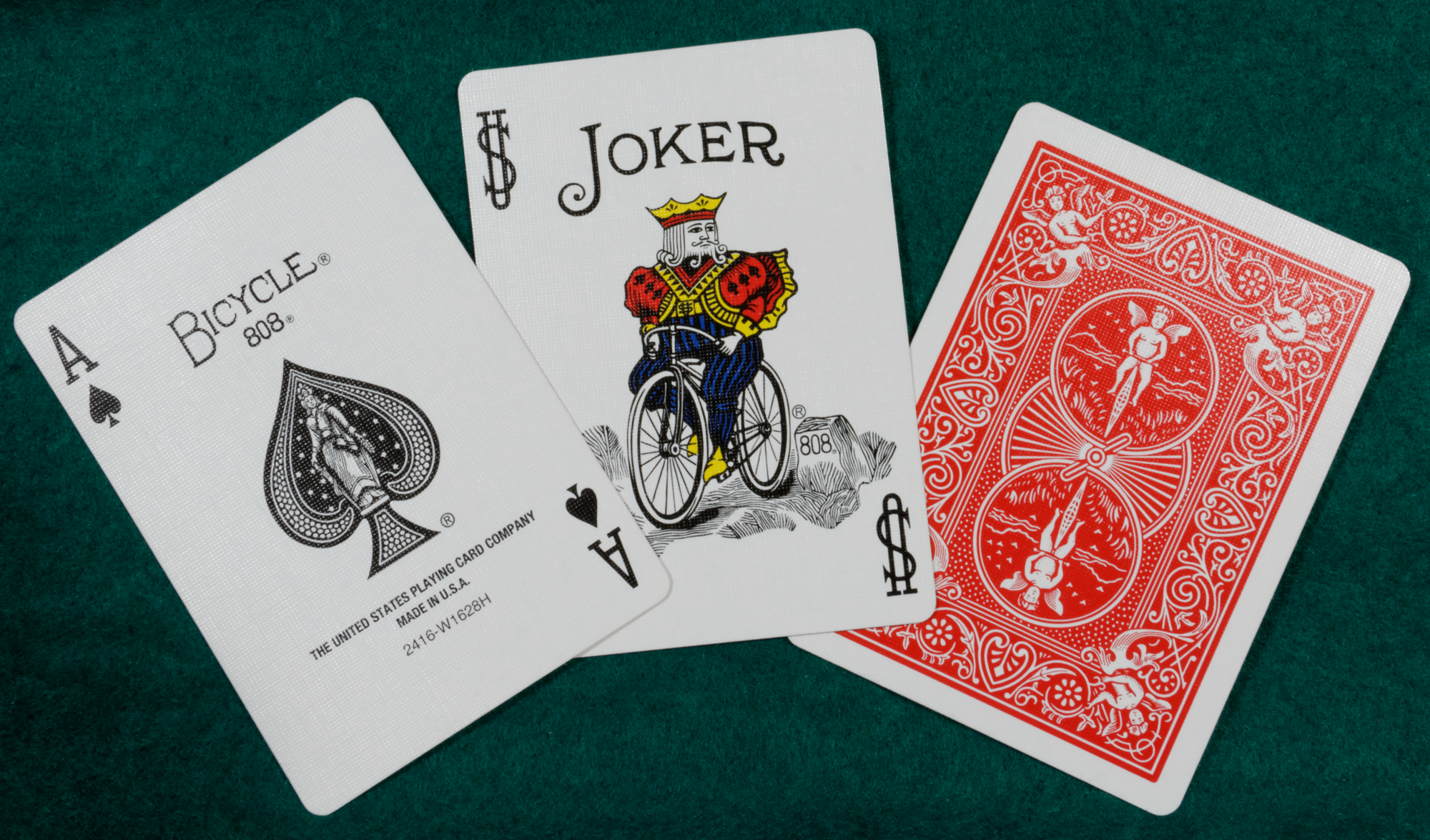
Bicycle
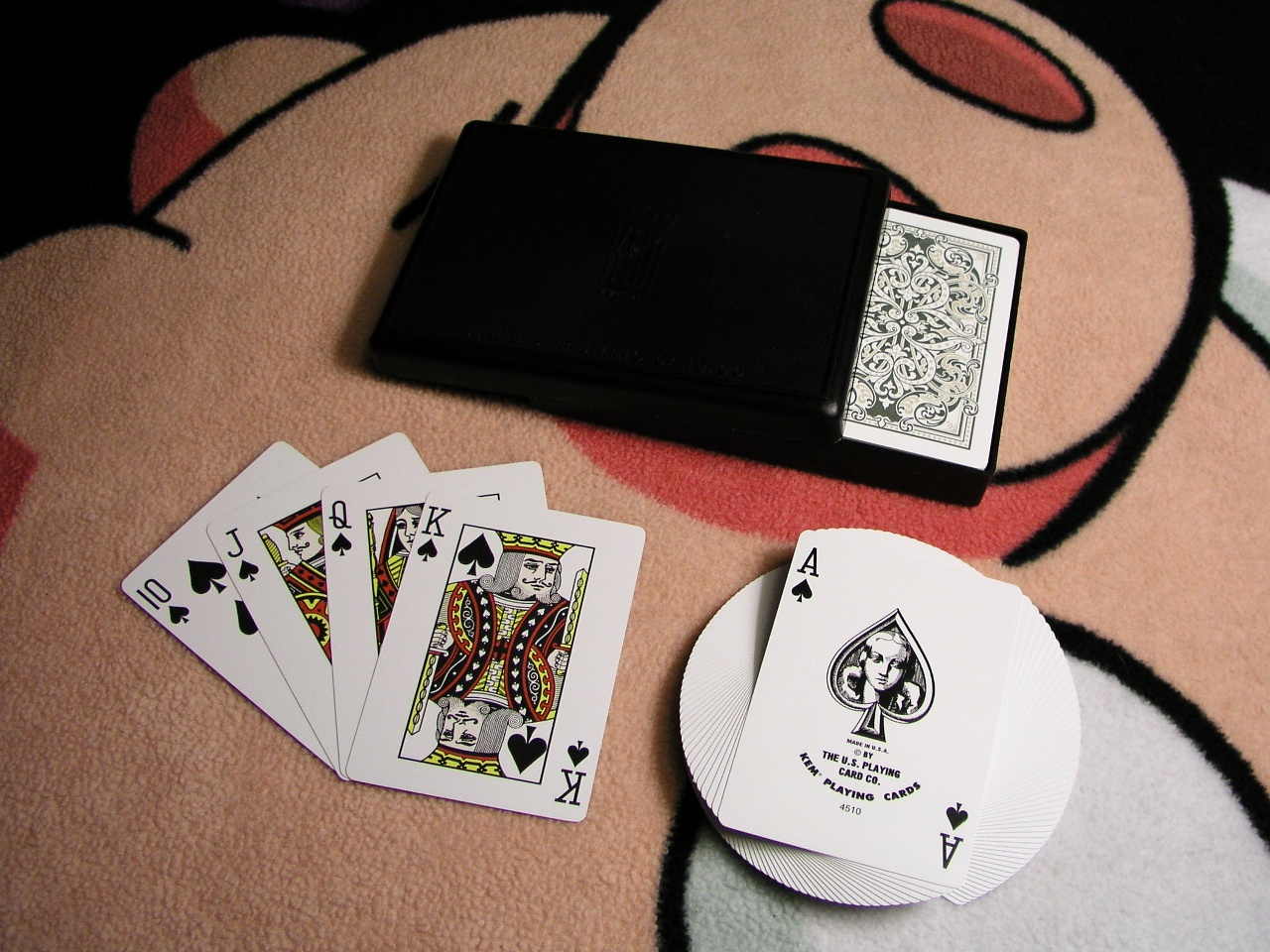
KEM
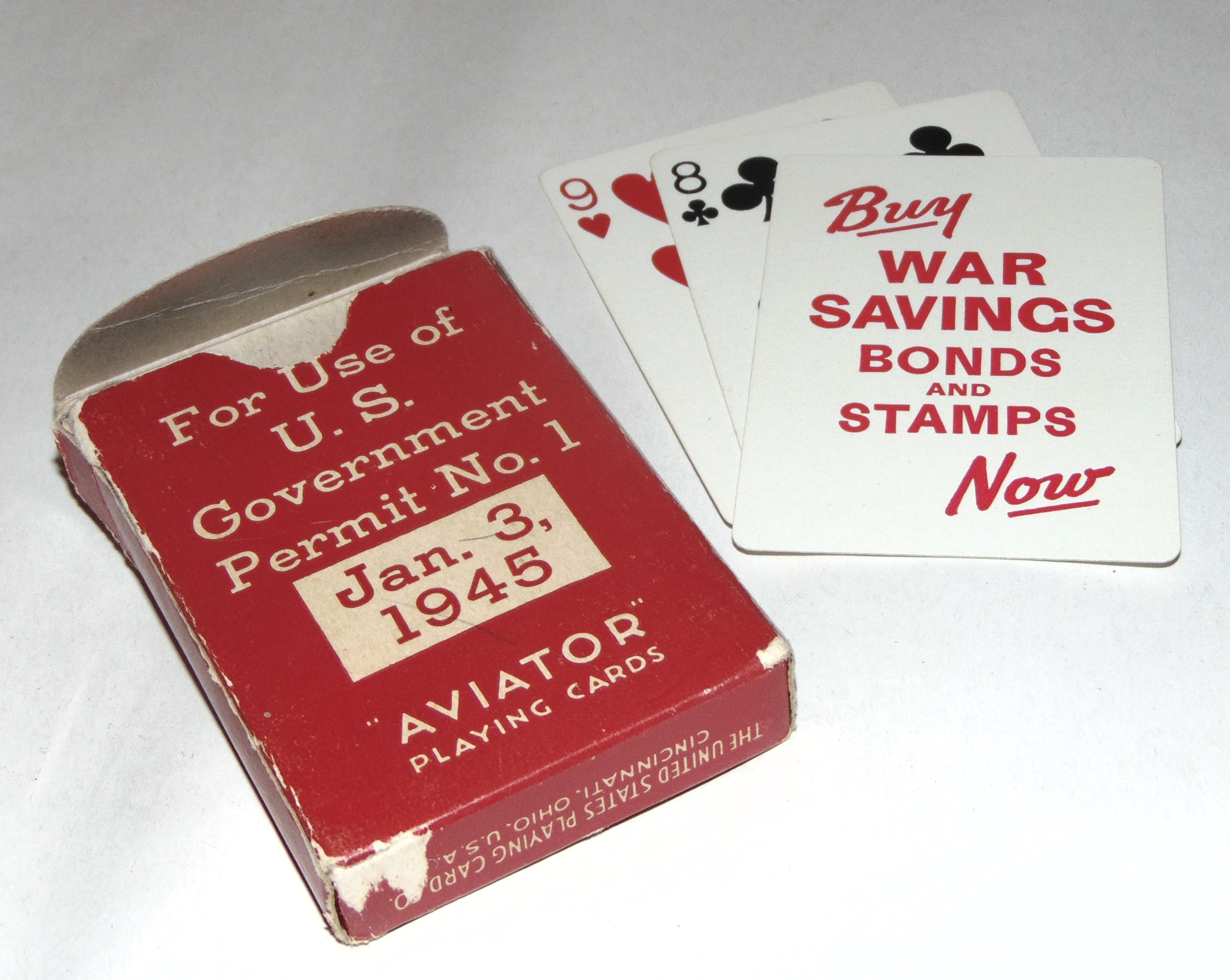
Aviator